# Éton

Éton este o comună în departamentul Meuse din nord-estul Franței. În 2010 avea o populație de 214 de locuitori.

## Evoluția populației
| An        | 1975 | 1982 | 1990 | 1999 | 2006 | 2010 |
| --------- | ---- | ---- | ---- | ---- | ---- | ---- |
| Populație | 239  | 193  | 176  | 189  | 209  | 214  |